# Gregor Grilc
Gregor Grilc (Šenčur, 13 febbraio 1970) è un ex sciatore alpino sloveno.
Prima della dissoluzione della Jugoslavia (1991) gareggiò per la nazionale jugoslava.

## Biografia
Grilc debuttò in campo internazionale in occasione dei Mondiali juniores di Bad Kleinkirchheim 1986; due anni dopo, nella rassegna iridata giovanile di Madonna di Campiglio 1988, vinse la medaglia d'oro nello slalom gigante, mentre in quella di Alyeska 1989 conquistò la medaglia d'argento nello slalom speciale.
Esordì ai Campionati mondiali a Saalbach-Hinterglemm 1991, dove si classificò 12º nello slalom gigante; ottenne il primo piazzamento di rilievo in Coppa del Mondo il 4 gennaio 1992 a Kranjska Gora nella medesima specialità (25º) e ai successivi XVI Giochi olimpici invernali di Albertville 1992, sua prima presenza olimpica, fu 20º nel supergigante, 16º nello slalom gigante e 22º nello slalom speciale.
Ai Mondiali di Morioka 1993, sua ultima presenza iridata, si classificò 21º nello slalom gigante e 17º nello slalom speciale; ottenne il miglior piazzamento in Coppa del Mondo il 20 dicembre dello stesso anno a Madonna di Campiglio in slalom speciale (6º) e ai successivi XVII Giochi olimpici invernali di Lillehammer 1994, sua ultima presenza olimpica, si piazzò 24º nello slalom gigante, 23º nella combinata e non completò lo slalom speciale. Prese per l'ultima volta il via in Coppa del Mondo il 30 gennaio 1997 a Schladming in slalom speciale, senza completare la prova, e si ritirò al termine della stagione 1997-1998; la sua ultima gara fu lo slalom speciale dei Campionati sloveni 1998, disputato il 29 marzo a Rogla e chiuso da Grilc al 5º posto.

## Palmarès

### Mondiali juniores
- 2 medaglie:
  - 1 oro (slalom gigante a Madonna di Campiglio 1988)
  - 1 argento (slalom speciale ad Alyeska 1989)

### Coppa del Mondo
- Miglior piazzamento in classifica generale: 52º nel 1994

### Campionati sloveni
- 3 medaglie (dati parziali fino alla stagione 1994-1995)[1]:
  - 2 ori (slalom speciale nel 1992; slalom gigante nel 1994)
  - 1 argento (slalom speciale nel 1995)